# Edward Stutman
Edward Stutman (* 1945; † 17. September 2005 in Washington, D.C.) war ein amerikanischer Jurist und Verfolger von nationalsozialistischen Verbrechen gegen die Menschlichkeit.

## Leben
Der Jurist arbeitete sechzehn Jahre lang als Chefermittler für die Spezialabteilung des US-Justizministeriums Office of Special Investigations (OSI). Der Schwerpunkt seiner dortigen Tätigkeit war das Aufspüren von Nazitätern, die unerkannt in die USA eingereist waren oder gar in den USA lebten. Im Laufe seines Berufslebens gelang Edward Stutman in dreizehn Fällen die Aberkennung der US-amerikanischen Staatsbürgerschaft von ehemaligen Nazitätern. Stutman galt auch als der führende Experte zum Zwangsarbeitslager Trawniki bei Lublin in Polen. Als sein spektakulärster Fall gilt der Gerichtsprozess gegen John Demjanjuk 1999.
Edward Stutman, der wegen seines großen Humors geschätzt wurde (er wurde zweimal zum Funniest Lawyer in Washington gewählt), verstarb im Alter von 60 Jahren an den Folgen einer Lymphknotenerkrankung.

## Belege
1. ↑  Louie Estrada: Edward Stutman; Prosecuted Nazis in U.S. In: The Washington Post. 30. September 2005.

| Personendaten    | Personendaten            |
| ---------------- | ------------------------ |
| NAME             | Stutman, Edward          |
| KURZBESCHREIBUNG | US-amerikanischer Jurist |
| GEBURTSDATUM     | 1945                     |
| STERBEDATUM      | 17. September 2005       |
| STERBEORT        | Washington, D.C.         |